# Maculinea obscura
Maculinea obscura är en fjärilsart som beskrevs av Christ. 1890. Maculinea obscura ingår i släktet Maculinea och familjen juvelvingar. Inga underarter finns listade i Catalogue of Life.